# Perméabilité intestinale
La perméabilité intestinale est un terme décrivant le contrôle de substances passant de la lumière du tractus gastro-intestinal à travers la paroi de l'intestin , dans le reste du corps. L'intestin présente normalement une certaine perméabilité, qui permet aux nutriments de traverser l'intestin, tout en maintenant une fonction de barrière pour empêcher les substances potentiellement nocives (telles que les antigènes ) de quitter l'intestin et de migrer plus largement vers le corps. Dans un intestin humain sain, de petites particules (< 4 Å de rayon) peuvent migrer à travers les pores des claudines qui sont le composant le plus important des jonctions serrées, mais des particules allant jusqu'à 10–15 Å (3,5 kDa ) peuvent transiter par la voie d'absorption de l'espace paracellulaire. 
L'augmentation persistante de la perméabilité intestinale est un déclencheur incontestable de maladies chroniques. Les effets de cette hyperperméabilité intestinale peuvent contribuer au développement de troubles intestinaux chroniques, ou de maladies systémiques.

## Physiologie

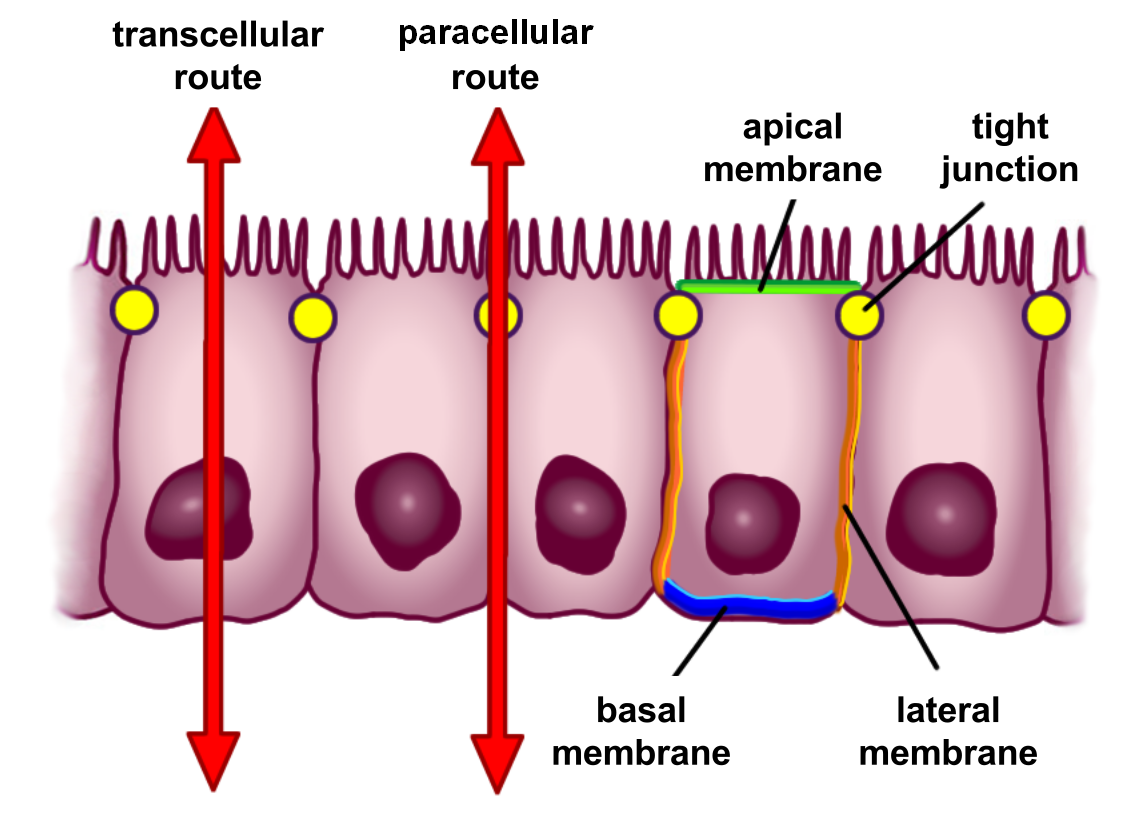
Schéma des voies de perméabilité sélective des cellules épithéliales (flèches rouges). Les voies transcellulaire (à travers les cellules) et paracellulaire (entre les cellules) contrôlent le passage des substances entre la lumière intestinale et le sang.

La barrière formée par l'épithélium intestinal sépare le corps de l'environnement externe (le contenu de la lumière intestinale) et constitue la surface muqueuse la plus étendue et la plus importante du corps. L'épithélium intestinal est composé d'une seule couche de cellules et remplit deux fonctions cruciales. Premièrement, il agit comme une barrière empêchant l’entrée de substances nocives telles que des antigènes étrangers, des toxines et des micro-organismes,. Deuxièmement, il agit comme un filtre sélectif qui facilite l’absorption des nutriments alimentaires, des électrolytes, de l’eau et de diverses autres substances bénéfiques prélevés dans la lumière intestinale. Cette perméabilité sélective est médiée par deux voies principales: 
- La voie transépithéliale ou transcellulaire consiste en un transport spécifique de solutés à travers le cytoplasme des cellules épithéliales. Elle est principalement régulée par les activités de transporteurs spécialisés qui transfèrent électrolytes, acides aminés, sucres, acides gras à chaîne courte et autres molécules spécifiques. Des transporteurs, situés au niveau de la membrane apicale de l'entérocyte, importent dans son cytoplasme des substances puisées dans la lumière intestinale. La surface d'absorption de la membrane apicale est fortement amplifiée par la présence d'une bordure en brosse qui est constituée d'une multitude de microvillosités qui flottent, tel une forêt d'algues marines, décuplant ainsi les possibilités de contact entre les récepteurs membranaires et leur liguant qui se trouve dans la lumière intestinale et dans la couche de mucus superficiel qui les recouvre. Ensuite, par différents mécanismes spécifiques, ces substances traversent le cytoplasme de la cellule jusqu'à sa membrane basale où d'autres transporteurs expulsent les substances hors de la cellule, où ils seront repris par des vaisseaux capillaires ou lymphatiques[7].
- La voie paracellulaire emprunte les minces espaces qui existent entre 2 cellules épithéliales adjacentes. Elle est finement régulée par des jonctions cellulaires localisées dans les membranes latérales[7]. C’est la principale voie d’écoulement passif de l’eau et des solutés dans l’épithélium intestinal. La régulation de cette voie dépend de plusieurs types de complexes, dont les jonctions serrées intercellulaires qui sont celles qui ont le plus d'influence sur le transport paracellulaire[9].

## Modulation

### La zonuline
Une façon de moduler la perméabilité intestinale passe par les récepteurs CXCR3, situés dans les cellules de l'épithélium intestinal et qui répondent aux signaux envoyés par la zonuline.  

### La toxine Zonula occludens (Zot)
Zot (Zonula Occludens Toxin) est une entérotoxine localisée dans la membrane bactérienne externe de Vibrio cholerae et dont le clivage aboutit à la sécrétion d'un fragment carboxy-terminal dans le milieu intestinal de l'hôte. Ce dernier se lie à un récepteur membranaire des entérocytes qui va activer une signalisation intracellulaire menant au désassemblage des jonctions serrées intercellulaires. Cela augmente drastiquement la perméabilité intestinale en ouvrant la voie paracellulaire au passage massif de liquides extracellulaires responsable de la diarrhée aqueuse caractéristique du choléra. La comparaison des acides aminés du fragment carboxy-terminal de Zot a permis de découvrir l'analogie entre ce fragment actif de Zot et la zonuline.  
- Les bactéries, virus et parasites entéro-pathogènes
- La colonisation bactérienne chronique de l'intestin grêle
- La dysbiose bactérienne colique
- Le gluten
- Le stress
- L'alcool
- Les anti-inflammatoires stéroïdiens (dérivés de la cortisone) ou non-stéroïdiens (tel l'ibuprofen)
- Les anti-acides
- Les antibiotiques

## Signification clinique
Des déclencheurs environnementaux peuvent contribuer à modifier la perméabilité intestinale : le gluten dans la maladie cœliaque, les infections intestinales, les dysbioses du microbiote intestinal, ainsi que la carence en fer. Une fois établie, cette augmentation de la perméabilité va auto-entretenir les réponses immunitaires inflammatoires et perpétuer le cercle vicieux. 
La présence d'une dysbiose iléale a récemment été démontrée chez les patients atteints de maladies auto-immunes, telle que la spondylarthrite ankylosante, modulant les réponses immunitaires intestinales locales et systémiques. Des bactéries adhérentes et invasives y sont observées avec des scores bactériens significativement corrélés avec une inflammation intestinale. Outre l'hyper-perméabilité de la muqueuse intestinale, une déficience de la barrière vasculaire intestinale y est également présente. Une augmentation significative de la zonuline altère l'architecture des protéines constitutives non seulement des jonctions serrées, mais également celles des jonctions adhérentes.  Il s'ensuit des taux sériques élevés, non seulement de zonuline, mais également de lipopolysaccharide (LPS), de la protéine de liaison au LPS (LBP) et de la protéine intestinale de liaison aux acides gras (iFABP). La libération de la zonuline par les cellules épithéliales de la muqueuse intestinale est modulée par la présence de toxines bactériennes, notamment du lipopolysaccharide (LPS) provenant des parois des bactéries gram négatif.

## L'hyper-perméabilité intestinale
L'hyper-perméabilité intestinale a comme synonyme le syndrome de l'intestin qui fuit ou les termes anglais Leaky Gut Syndrom, ces derniers étant les plus souvent usités tant par les professionnels francophones que par le public. Selon certains praticiens, la perturbation du fonctionnement normal de la paroi intestinale peut intervenir dans la genèse de nombreuses maladies systémiques.  Pour le National Health Service, cette théorie serait une extrapolation par des praticiens des médecines alternatives, sans preuves. Les traitements nutritionnels proposés, tels que des régimes faibles en FODMAP, s'ils peuvent avoir des effets positifs en cas de syndrome de l'intestin irritable, n'ont pas fait preuve d'efficacité sur le large éventail des maladies qu'ils sont censés traiter selon ces prescripteurs de livres de régimes, compléments alimentaires tels que les probiotiques, phytothérapie, ou régimes divers (sans gluten ou pauvres en FODMAP).

## Voir également
- Hyperperméabilité intestinale
- Zonuline
- Barrière muqueuse intestinale
- Colonisation bactérienne chronique de l'intestin grêle (CBCG) ou SIBO (Small Intestinal Bacterial Overgrowth)
- Entéropathie environnementale